# Johanna Sebauer
Johanna Sebauer (Bécs, 1988 –) osztrák író.
Burgenlandban nőtt fel, jelenleg Hamburgban él. Bécsben politikatudományt, Aarhusban, Santiago de Chilében és Hamburgban újságírást tanult. Első novelláit ekkor publikálta. Edina című novellája, mely a Vasfüggöny lehullásának 25. évfordulója alkalmából kiadott antológiában jelent meg, 2014-ben elnyerte a Burgenlandi Ifjúsági Irodalmi Díjat.
Első regénye, a Nincshof 2023 nyarán jelent meg a DuMont kiadónál. A mágikus realista történet Burgenlandban, a Fertőzugban, az évszázadokig a Hanság mocsarai között rejtőző címadó faluban játszódik.

## Művei
- Edina, Kurzgeschichte zum Thema 25-Jahre Fall des Eisernen Vorhangs (2014)
- Ein Versuch übers Sowohl-als-auch (2021)
- Nincshof (DuMont(wd), 2023)[8]

## Díjak
- 2014 Burgenlandi Ifjúsági Irodalmi Díj Edináért
- 2019 Burgenlandi Irodalmi Díj
- 2023 A Harbour Front Irodalmi Fesztivál Debütdíja[6]